# Talkshow (canción de Pedro Suárez-Vértiz)
«Talkshow» es una canción compuesta y escrita por el cantautor peruano Pedro Suárez-Vértiz, lanzado como segundo sencillo del álbum del mismo nombre, publicado en 2006.
También aparece en su disco recopilatorio de 2003 llamado "Anecdotas" y en el álbum "Para llegar alto" de la banda "Red Zafiro" De la U. de Lima, lanzando en el año 2000

## Información
La canción es completamente hablada, y tuvo el acompañamiento de Red Zafiro, la orquesta de pop rock de la Universidad de Lima, con un instrumental de fondo.

### Letra
A través de su cuenta de Facebook, Pedro Suárez-Vértiz contó que la letra está basada en una historia real ocurrida durante su juventud. La letra era originalmente una carta, pero a sugerencia de su esposa, la convirtió en canción como terapia tras enterarse de una tragedia relacionada con aquella experiencia.

## Apariciones en medios
- La canción fue incluida como parte de la banda sonora de la película peruana del mismo nombre, estrenado en el 2006.

## Créditos
- Pedro Suárez-Vértiz: Voz, piano, solo de guitarra
- Red Zafiro: Bajo, teclados, batería, coros